# Boris Iwanowitsch Tischtschenko
Boris Iwanowitsch Tischtschenko (russisch Борис Иванович Тищенко, wiss. Transliteration Boris Ivanovič Tiščenko; * 23. März 1939 in Leningrad; † 9. Dezember 2010 in Sankt Petersburg) war ein russischer Komponist.

## Leben
Boris Tischtschenko, studierte von 1954 bis 1957 Komposition (bei Galina Ustwolskaja) und Klavier an der Musikfachschule Leningrad. Danach wechselte er ans Leningrader Konservatorium, wo er bis 1963 ebenfalls Komposition (bei Wadim Salmanow, Orest Jewlachow und Wiktor Woloschinow) sowie Klavier (bei Abraham Logovinsky) studierte. Von 1962 bis 1965 war er Aspirant bei Dmitri Schostakowitsch. Ab 1965 lehrte Tischtschenko selbst am Leningrader Konservatorium, zunächst theoretische Fächer, ab 1974 Komposition. Im Jahre 1986 wurde er zum Professor ernannt. Neben seiner Kompositions- und Lehrtätigkeit hat er musikwissenschaftliche Schriften unter anderem über Claudio Monteverdi, Franz Schubert und Dmitri Schostakowitsch veröffentlicht. Er trat auch als Pianist auf. 1978 wurde Tischtschenko der Glinka-Preis verliehen.

## Tonsprache
Boris Tischtschenko war ein sehr origineller und eigenständiger Komponist. Nachdem er in den 1960er Jahren als einer der ersten sowjetischen Komponisten mit modernen Kompositionstechniken wie der Zwölftontechnik experimentiert hatte, entwickelte er Anfang der 1970er Jahre einen Personalstil, der von den Spätwerken Schostakowitschs ausgeht. Dessen Einfluss zeigt sich vor allem in der Melodik, Rhythmik und Instrumentation. Boris Tischtschenko bevorzugte freie Formen und schrieb häufig monothematisch. Er blieb der Tradition verpflichtet, weite Passagen seiner Werke sind tonal gehalten und durch recht einfache, nicht selten sogar diatonische Themen gekennzeichnet. Diesen Stellen stehen Abschnitte gegenüber, die moderne Stilmittel wie extreme Dissonanzenanreicherung bis hin zur Clusterbildung verwenden. Auffällig ist ein Hang zu kunstvoller Polyphonie. Manchmal zeigt sich auch der Einfluss von sowjetischem Jazz oder russischer Folklore. Einen besonderen Akzent legte Tischtschenko auf die Rhythmik, die an den Kulminationspunkten oft wild und sehr dominant ist; teilweise setzte er Polymetrik ein. Charakteristisch für seine Tonsprache sind außerdem humoristische bis ironische Elemente. Boris Tischtschenko bevorzugte großformatige, sehr ausgedehnte Gattungen. Seine Orchesterwerke weisen häufig eine große Besetzung auf, die aber meistens eher kammermusikalisch eingesetzt wird.

## Werke
- Nummerierte Sinfonien
  - Sinfonie Nr. 1 op. 20 (1961)
  - Sinfonie Nr. 2 op. 28 „Marina“ für Chor und Orchester (1964)
  - Sinfonie Nr. 3 op. 36 für Kammerorchester (1966)
  - Sinfonie Nr. 4 op. 61 mit Sprecher (1974)
  - Sinfonie Nr. 5 op. 67 (1976)
  - Sinfonie Nr. 6 op. 105 für Sopran, Alt und Orchester (1988)
  - Sinfonie Nr. 7 op. 119 (1994)
  - Sinfonie Nr. 8 op. 149 (2008)
  - Sinfonie Nr. 9 (2008–10, Fragment orch. Swetlana Nesterowa)
- Weitere Orchesterwerke
  - „Französische Sinfonie“ nach Anatole France op. 12 (1958), rev. als op. 116 (1993)
  - „Sinfonia robusta“ op. 46 (1970)
  - „Die Belagerungschronik“, Sinfonie op. 92 (1984)
  - Fünf Dante-Sinfonien nach Dantes Göttlicher Komödie op. 123 (1996–2005):
    - Nr. 1 „Einleitung“ op. 123 Nr. 1 (1997)
    - Nr. 2 „Inferno: Erster bis Sechster Kreis“ op. 123 Nr. 2 und 3 (2000)
    - Nr. 3 „Inferno: Siebter bis Neunter Kreis“ op. 123 Nr. 4 (2001)
    - Nr. 4 „Purgatorio“ op. 123 Nr. 5, 6 und 7 (2003)
    - Nr. 5 „Paradiso“ op. 123 Nr. 8, 9 und 10 (2005)

  - „Puschkin-Sinfonie“ op. 125 (1998, nach „Der Tod von Puschkin“ op. 38)
  - sinfonische Dichtungen
  - Suiten
- Konzerte
  - Klavierkonzert op. 21 (1962)
  - Konzert für Violine, Klavier und Streichorchester op. 144 (2006)
  - Konzert für Klavier, Flöte und Streichorchester op. 54 (1972)
  - Violinkonzert Nr. 1 op. 9 (1958), rev. als op. 29 (1964)
  - Violinkonzert Nr. 2 op. 84 „Violinsinfonie“ (1981)
  - Violoncellokonzert Nr. 1 op. 23 für Violoncello, 17 Bläser, Schlagzeug und Orgel (1963)
  - Violoncellokonzert Nr. 2 op. 44 Nr. 1 für Violoncello, 48 Violoncelli, 12 Kontrabässe und Schlagzeug (1969), rev. für Violoncello, Streichorchester und Schlagzeug als op. 44 Nr. 2 (1979)
  - Harfenkonzert op. 69 (1977)
- Bühnenmusik
  - „Die gestohlene Sonne“, Oper op. 40 (1968)
  - „Die Küchenschabe“, Komische Oper op. 41 (1968)
  - „Die Zwölf“, Ballett op. 25 (1963)
  - „Jaroslawna (Die Sonnenfinsternis)“, Ballett op. 58 (1974)
  - Schauspiel- und Filmmusiken
- Andere Vokalmusik
  - „Lenin lebt“, Kantate op. 15 (1959)
  - „Requiem“ nach Worten von Anna Achmatowa op. 35 (1966)
  - Requiem in memoriam Galyani Vadhana op. 150 (2008)
  - Chorwerke
  - Liederzyklen
- Kammermusik
  - Streichquartett Nr. 1 op. 8 (1957)
  - Streichquartett Nr. 2 op. 13 (1959)
  - Streichquartett Nr. 3 op. 47 (1970)
  - Streichquartett Nr. 4 op. 77 (1980)
  - Streichquartett Nr. 5 op. 90 (1984)
  - Streichquartett Nr. 6 op. 148 (2008)
  - Klavierquintett op. 93 (1985)
  - Konzert für Klarinette und Klaviertrio op. 109 (1990)
  - Sonaten für Violine solo, Violoncello solo sowie Blockflöte und Orgel

Werke für ein Soloinstrument:
- Klaviermusik
  - Klaviersonate Nr. 1 op. 3 (1957, rev. 1995 als op. 121)
  - Klaviersonate Nr. 2 op. 17 (1960)
  - Klaviersonate Nr. 3 op. 32 (1965)
  - Klaviersonate Nr. 4 op. 53 (1972)
  - Klaviersonate Nr. 5 op. 56 (1973)
  - Klaviersonate Nr. 6 op. 64 (1976)
  - Klaviersonate Nr. 7 op. 85 mit Glocken (1982)
  - Klaviersonate Nr. 8 op. 99 (1986)
  - Klaviersonate Nr. 9 op. 114 (1992)
  - Klaviersonate Nr. 10 op. 124 „Eureka!“ (1997)
  - Klaviersonate Nr. 11 op. 151 (2008)
  - Suite Nr. 1 op. 4 (1957, rev. als Sonate Nr. 10)
  - Suite Nr. 2 op. 6 „Ego-Suite“ (1957)
  - kleinere Stücke
- Orgelmusik
  - Inventionen op. 27
  - Porträts